# Ypê
Ypê é uma empresa brasileira de produtos de higiene e limpeza pertencente à Química Amparo, com sede na cidade de Amparo, interior do estado de São Paulo.

## História
Fundada em 1950, iniciou suas atividades com a fabricação de sabão em barra caseiro em um pequeno galpão, no centro da cidade de Amparo, interior de São Paulo. Inspirada na filosofia de seu fundador, Waldyr Beira, não parou de crescer. A empresa se desenvolveu, ganhou o mercado nacional e também passou a exportar para outros países.

## Responsabilidade Social e Ambiental
Além disso, a Ypê apoia diversas iniciativas sociais, investindo em vários projetos nos setores da saúde, educação e meio ambiente, com o objetivo de colaborar com o desenvolvimento da comunidade onde está inserida e, também, com o de outras cidades do país. O Núcleo Educacional SEPI, instituição localizada em Amparo, é um exemplo que ratifica a postura social da empresa, que é a principal mantenedora da entidade que atende mais de 580 crianças e adolescentes, entre 11 meses e 14 anos e 11 meses. Entre outras instituições, destaca-se, ainda, o apoio ao hospital Santa Casa Anna Cintra, em Amparo (SP), à Associação para Crianças e Adolescentes com Câncer (TUCCA) em São Paulo (SP), à Transórgãos, também em São Paulo e à Mansão do Caminho, em Salvador (BA).
Pioneira no planejamento de produtos com foco sustentável, mais uma iniciativa que reafirma o compromisso da empresa com as futuras gerações é o projeto Florestas Ypê que, em 2014, totalizará o plantio de meio milhão de mudas de árvores nativas da Mata Atlântica, em regiões de mata ciliar. O projeto realizado em parceria com a Fundação SOS Mata Atlântica faz parte do Programa Florestas do Futuro e visa a restauração de áreas degradadas.

## Marcas
Além da marca Ypê, existem outras 4 marcas pertencentes, são elas:
- Assolan
- Atol
- Perfex
- Tixan

## Unidades operacionais
As instalações operacionais e administrativas estão localizadas em Amparo, cidade que abrigou desde o início e contribuiu de maneira fundamental para o desenvolvimento. Com o processo de crescimento e expansão, a empresa também possui unidades em:
- Salto (SP)
- Simões Filho (BA)
- Anápolis (GO)
- Goiânia (GO)
- Itapissuma (PE)
- Itajubá (MG)